# Non ho l'età (per amarti)/Sei un bravo ragazzo
Non ho l'età (per amarti)/Sei un bravo ragazzo è il secondo singolo di Gigliola Cinquetti, pubblicato dalla CGD nel gennaio 1964. Il lato A  è stata la canzone vincitrice del Festival di Sanremo 1964 e dell'Eurovision Song Contest 1964, in cui ha rappresentato l'Italia. Entrambi i brani furono arrangiati da Franco Monaldi.

## Descrizione
Non ho l'età (per amarti) è il brano musicale con cui la cantante vinse il Festival di Sanremo 1964 e l'Eurovision Song Contest 1964, in cui ha rappresentato l'Italia.

L'altro brano, Sei un bravo ragazzo è stato scritto da Franco Migliacci per il testo e da Enrico Polito per la musica. Non venne inserito in nessun album della Cinquetti.
Nonostante la vittoria di Non ho l'età al Festival di Sanremo 1964, il disco fu in testa alle classifiche italiane dei singoli solo per due settimane.
Nelle Fiandre in Belgio arrivò in prima posizione, nei Paesi Bassi in seconda ed in Germania Ovest e Norvegia in terza.

## Tracce
LATO A
1. Non ho l'età (per amarti) (testo: Nisa e Colonnello – musica: Nisa, Mario Panzeri e Gene Colonnello)

LATO B
1. Sei un bravo ragazzo (testo: Franco Migliacci – musica: Enrico Polito)

## Classifiche
| Classifica (1964-65) | Posizione |
| -------------------- | --------- |
| Argentina            | 5         |
| Belgio (Fiandre)     | 1         |
| Belgio (Vallonia)    | 1         |
| Finlandia            | 10        |
| Francia              | 1         |
| Germania             | 3         |
| Hong Kong            | 2         |
| Italia               | 1         |
| Norvegia             | 3         |
| Paesi Bassi          | 2         |
| Regno Unito          | 17        |